# 미국 라듐 회사
미국 라듐 회사(United States Radium Corporation)는 1917년부터 1926년까지 미국 뉴저지주 오렌지에서 운영되었던 회사로, 더 강력한 근로자 보호법을 가져오는 계기가 되었다. 야광 방사성 페인트 개발에 성공한 후, 1920년대 후반에 방사성 물질을 섭취한 근로자들(일명 라듐 걸스)의 심각한 질병과 사망으로 인해 여러 소송에 휘말렸다. 이 근로자들은 페인트가 무해하다는 말을 들었다. 제1차 세계 대전과 제2차 세계 대전 동안 이 회사는 미 육군 병사용 야광 시계와 계량기를 생산했다.
미국 라듐의 근로자들, 특히 야광 페인트로 시계와 다른 계기의 다이얼을 칠했던 여성들은 심각한 방사능 오염을 겪었다. 변호사 에드워드 마클리(Edward Markley)는 이 사건에서 회사를 변호하는 책임자였다.

## 역사
이 회사는 1914년 뉴욕시에서 사빈 아놀드 폰 소호키(Sabin Arnold von Sochocky) 박사와 조지 S. 윌리스(George S. Willis) 박사에 의해 라듐 루미너스 머티리얼 코퍼레이션이라는 이름으로 설립되었다. 이 회사는 카르노타이트 광석에서 우라늄을 생산했으며, 결국 방사선발광 페인트 생산 사업으로, 그리고 그 페인트의 응용 사업으로 진출했다. 다음 몇 년 동안 뉴어크, 저지시티, 오렌지에 시설을 열었다. 1921년 8월, 폰 소호키는 사장직에서 물러나게 되었고, 회사는 유나이티드 스테이츠 라듐 코퍼레이션으로 이름이 바뀌었으며, 아서 로더(Arthur Roeder)가 회사의 사장이 되었다. 1917년부터 1926년까지 라듐이 추출된 오렌지에서 U.S. 라듐 시설은 하루에 0.5톤의 광석을 처리했다. 광석은 콜로라도주의 파라독스 계곡과 유타주의 "언다크 광산"에서 얻어졌다.
1921년부터 1923년까지 주목할 만한 직원은 훗날 노벨 물리학상을 수상하게 될 빅토르 프란츠 헤스였다.
이 회사의 발광 페인트는 언다크라는 이름으로 판매되었으며, 라듐과 황화 아연의 혼합물이었다. 방사선이 황화 아연을 형광하게 만들었다. 제1차 세계 대전 중 언다크로 칠해진 다이얼, 시계, 항공기 계기판에 대한 수요가 급증했고, 회사는 상당한 규모로 사업을 확장했다. 시계와 계기판을 칠하는 섬세한 작업은 주로 젊은 여성들이 수행했으며, 이들은 붓을 핥아 붓 끝을 뾰족하게 유지하도록 지시받았다.
당시에는 방사선의 위험성이 잘 알려져 있지 않았다. 1920년경, 스탠더드 케미컬 컴퍼니의 한 부문인 라듐 다이얼 컴퍼니라는 유사한 라듐 다이얼 사업체가 시카고에서 문을 열었다. 이 회사는 주요 고객인 웨스트클록스 시계 회사와 가까워지기 위해 다이얼 페인팅 사업장을 오타와, 일리노이로 옮겼다. 몇몇 근로자가 사망했고, 라듐과 관련된 건강 위험은 이미 알려져 있었으나, 이 회사는 1940년까지 다이얼 페인팅 작업을 계속했다.

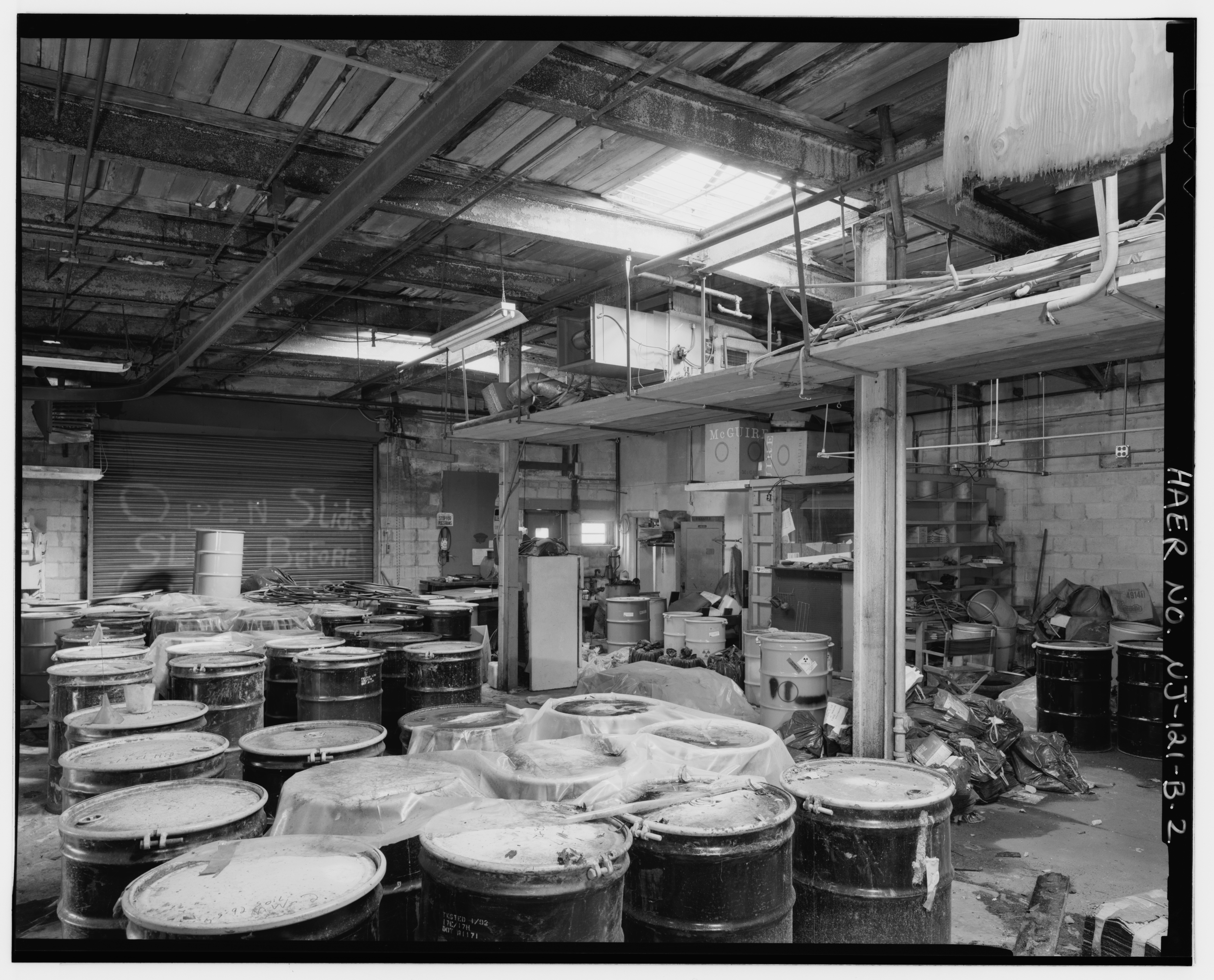
라듐 결정화 연구소, 뉴저지주 오렌지

미국 라듐의 경영진과 과학자들은 마스크, 장갑, 스크린과 같은 예방 조치를 취했지만, 근로자들에게는 그러한 장비를 제공하지 않았다. 여성들은 알지 못했지만, 이 페인트는 방사능이 매우 높아서 발암성이 있었다. 여성들이 붓을 핥으면서 페인트를 섭취한 결과 라듐 턱 (라듐 괴사)이라는 상태를 초래했으며, 이는 상악과 하악의 고통스러운 부기와 다공성을 유발하여 궁극적으로 많은 이들의 죽음으로 이어졌다. 이로 인해 1925년 전 다이얼 페인터 마거릿 칼루(Marguerite Carlough)를 시작으로 소위 라듐 걸스에 의해 미국 라듐을 상대로 한 소송이 제기되었다. 이 사건은 결국 1926년에 합의되었고, 1927년에는 그레이스 프라이어(Grace Fryer)와 캐서린 쇼브(Katherine Schaub)에 의해 회사에 대한 몇 건의 소송이 더 제기되었다. 회사는 1947년이 되어서야 다이얼의 수동 페인팅을 중단했다.
제1차 세계 대전 이후 회사는 어려움을 겪었다. 군사 계약 상실로 인해 발광 페인트 및 다이얼 수요가 급격히 감소했고, 1922년에는 카탕가에서 고품질 광석이 발견되어 미국 라듐과 스탠더드 케미컬 컴퍼니를 제외한 모든 미국 공급업체가 사업을 접게 되었다. 미국 라듐은 1927년 맨해튼에서 사업을 통합하고 오렌지 공장을 임대하며 다른 자산을 매각했다. 그러나 제2차 세계 대전 동안 발광 제품 수요가 다시 급증했다. 1942년에는 최대 1,000명의 직원을 고용했으며, 1944년에는 뉴욕시뿐만 아니라 펜실베이니아 블룸스버그, 베르나즈빌, 뉴저지, 휘파니, 뉴저지, 노스 할리우드, 캘리포니아에 라듐 채굴, 가공 및 응용 시설을 보유하고 있다고 보고되었다. 1945년 전략사무국은 야광 페인트를 칠한 여우를 일본에 풀어 심리전을 펼치려는 계획을 시험하기 위해 이 회사의 도움을 요청했다.
전쟁 후 또 다른 정리 시기가 찾아왔다. 군수품 공급 계약이 종료되었을 뿐만 아니라 발광 다이얼 제조는 프로메튬-147과 삼중수소로 전환되었다. 또한 캐나다의 라듐 채굴은 1954년에 중단되어 공급 비용이 증가했다. 같은 해, 회사는 모리스타운, 뉴저지와 블룸스버그, 펜실베이니아 동쪽의 사우스 센터 타운십에 있는 시설로 사업을 통합했다. 블룸스버그에서 이 회사는 라듐, 스트론튬-90 및 세슘-137을 사용하여 시계 다이얼, 계기판, 갑판 표시등, 페인트와 같은 발광 페인트 제품을 계속 생산했다. 1968년에는 라듐 가공을 완전히 중단하고, 그랜드 아일랜드, 뉴욕에 기반을 둔 뉴클리어 라디에이션 개발 코퍼레이션(Nuclear Radiation Development Corporation, LLC)으로 해당 사업을 분사했다. 다음 해에는 블룸스버그 공장에 "삼중수소 처리 금속 포일 및 삼중수소 활성화 자체 발광 튜브" 제조를 위한 새로운 시설이 개설되었으며, 회사는 삼중수소를 이용한 야광 비상구 및 항공기 표지판 제조에 중점을 두었다.
1979년부터 이 회사는 대대적인 구조 조정을 거쳤다. 블룸스버그 공장의 자산을 보유하기 위해 Metreal, Inc.라는 새로운 기업이 설립되었다. 제조 사업은 이후 Safety Light Corporation, USR Chemical Products, USR Lighting, USR Metals, U.S. Natural Resources와 같은 새로운 전액 출자 자회사로 이전되었다. 마침내 1980년 5월, 미국 라듐은 새로운 지주회사인 USR Industries, Inc.를 설립하고 그 안으로 합병되었다.
세이프티 라이트 코퍼레이션은 1982년에 경영진에게 매각되어 독립 법인으로 분사되었다. 삼중수소 조명 표지판은 Isolite라는 이름으로 판매되었으며, 이는 세이프티 라이트 코퍼레이션의 제품을 판매 및 유통하기 위한 새로운 자회사의 이름이 되었다.
2005년, 원자력 규제 위원회는 블룸스버그 시설의 면허 갱신을 거부했고, 얼마 지나지 않아 EPA는 블룸스버그 시설을 슈퍼펀드를 통한 복구를 위한 국가 우선 순위 목록에 추가했다. 공장의 모든 삼중수소 작업은 2007년 말까지 중단되었다.

## 즉각적인 여파
뉴저지주 에식스군의 최고 검시관 해리슨 스탠퍼드 마틀랜드 박사(Harrison Stanford Martland, MD)는 1925년에 여성들이 섭취한 방사성 물질이 그들의 골 질환과 재생불량성빈혈의 원인이며 궁극적으로 사망에 이르게 했다는 보고서를 발표했다.
라듐 페인트 섭취로 인한 질병과 사망, 그리고 여성들이 제기한 법적 조치로 인해 1927년 회사의 오렌지 시설은 폐쇄되었다. 이 사건은 1928년 법정 밖에서 합의되었지만, 상당수의 소송 당사자들이 심각한 질병을 앓거나 골암 및 기타 방사선 관련 질환으로 사망하기 전에는 합의가 이루어지지 않았다. 회사는 소송 합의를 의도적으로 지연시켜 더 많은 사망자를 초래했다는 주장이 제기되었다.
1928년 11월, 라듐 기반 페인트를 발명한 폰 소호키 박사는 방사성 물질 노출로 인한 재생불량성빈혈로 사망했으며, "자신의 발명의 희생자"가 되었다.
피해자들은 너무 오염되어 1987년에도 가이거 계수기를 사용하여 그들의 묘지에서 방사선이 감지될 정도였다.

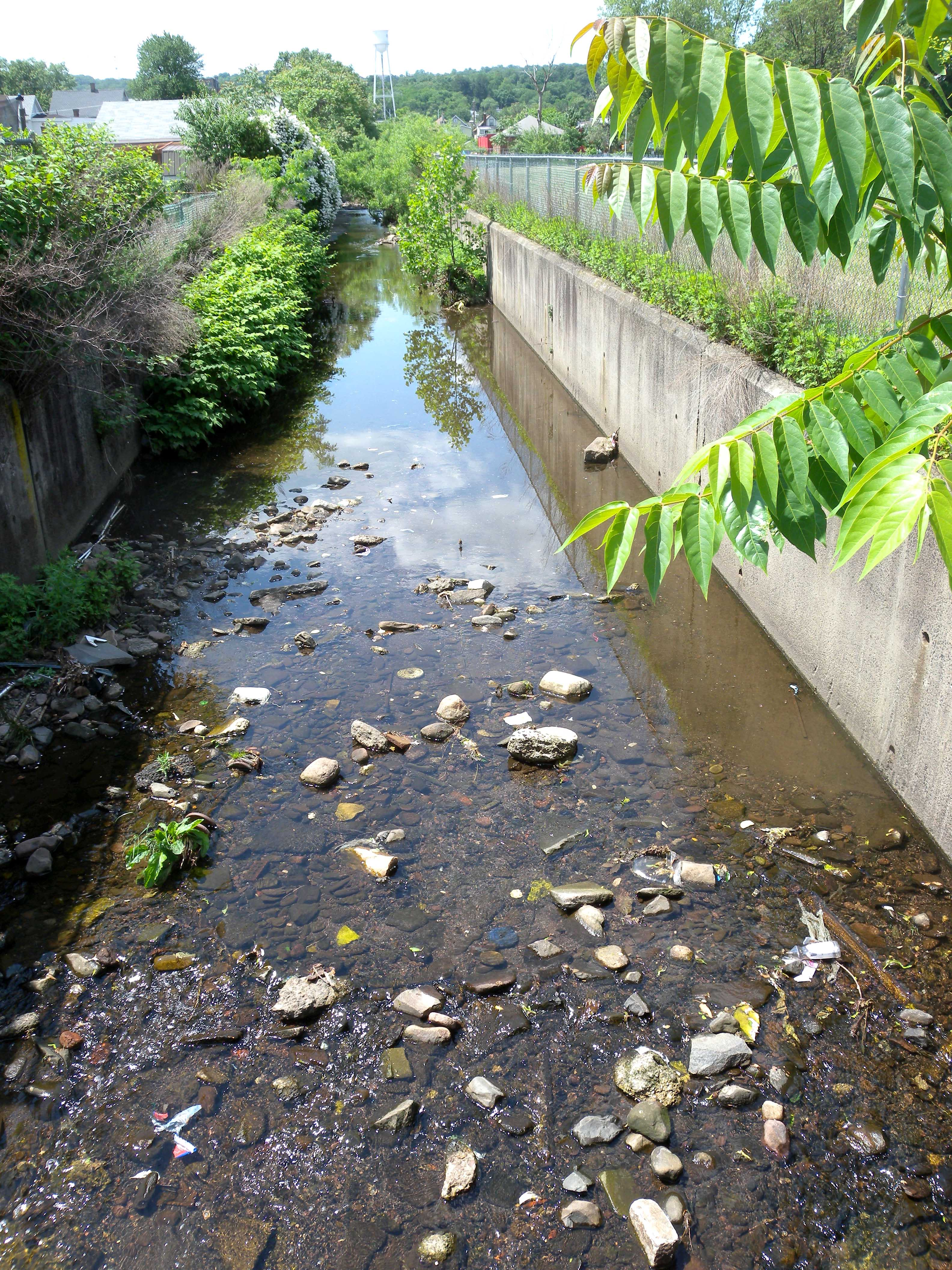
공장 부지를 따라 흐르는 세컨드 강

## 슈퍼펀드 부지
회사는 운영 중 하루 약 1,000 파운드의 광석을 처리했으며, 이는 현장에 버려졌다. 폐기된 공장에 남아있는 1,600톤의 물질에서 발생하는 라돈과 방사선으로 인해 1983년 미국 환경보호청에 의해 이 부지가 슈퍼펀드 부지로 지정되었다. 1997년부터 2005년까지 EPA는 이전 공장 부지와 지난 수십 년 동안 오염되었던 250개 주거 및 상업 부동산의 라듐 오염 물질을 굴착하여 외부로 폐기하는 과정을 통해 현장을 복원했다. 2009년에 EPA는 장기간 진행된 슈퍼펀드 정화 노력을 마무리했다.

## 같이 보기
- 언다크
- 라듐 다이얼
- 라듐 걸스
- 방사선 중독
- Radium Dial Company